# Consejo de Seguridad Nacional de Uruguay
El Consejo de Seguridad Nacional de Uruguay (abreviado Cosena) fue un órgano asesor del Poder Ejecutivo de Uruguay creado por el decreto n.º 163/973, del 23 de febrero de 1973, luego del llamado "Acuerdo de Boiso Lanza" (12 de febrero de 1973) entre el entonces presidente Juan María Bordaberry y las Fuerzas Armadas.
El Cosena pasaría luego a tener rango legal a través de decreto-ley N° 14.157 del 21 de febrero de 1974. Tenía por cometido asesorar al Poder Ejecutivo en asuntos de Seguridad Nacional y actuaba por disposición del Presidente o por iniciativa de sus miembros permanentes.
En el mismo inició su carrera hacia el poder el militar Gregorio Álvarez.

## Historia
Inicialmente sus miembros permanentes eran el Presidente de la República, los Ministros de Interior, Relaciones Exteriores, Defensa Nacional y Economía y Finanzas, el director de la Oficina de Planeamiento y Presupuesto y los Comandantes en Jefe de las Fuerzas Armadas. Según la materia que se tratara, podían ser convocados a participar como miembros eventuales otros ministros, directores de Entes Autónomos y Servicios Descentralizados, Intendentes Municipales o personas de reconocida competencia en el tema. Posteriormente, por decreto-ley N° 14.227 del 11 de julio de 1974, sus miembros permanentes quedaron reducidos al Presidente de la República, los Ministros de Interior, Relaciones Exteriores, Defensa Nacional y los Comandantes en Jefe de las Fuerzas Armadas. Tenía un secretario permanente, cargo que era desempeñado por el Jefe del Estado Mayor Conjunto (Esmaco) de las Fuerzas Armadas.
Si bien el cometido del Cosena era asesorar en materia de seguridad, se entendía que las cuestiones de seguridad se extendían a asuntos relacionados con la actividad económica y social. 
Los militares pretendieron institucionalizar el Cosena en el proyecto de Constitución que se plebiscitó el 30 de noviembre de 1980. Los detractores de dicho proyecto sostenían que el órgano podía constituirse en una especie de tutor del gobierno democrático. 
El Cosena también figuró en las conversaciones que llevaron al Pacto del Club Naval del 3 de agosto de 1984. Se dice que uno de los puntos de acuerdo entre políticos y militares fue mantener al Cosena como órgano asesor en temas tales como ataque a la soberanía y afectación territorial. 
El Cosena fue derogado por la ley N° 15.808 del 7 de abril de 1986.